# Steeleye Span
Steeleye Span ist eine 1969 entstandene britische Folkrock-Band. Sie zählt zu den wichtigsten Bands dieser Musikrichtung. 

## Name der Band
Der Bandname stammt von einer Figur aus dem englischen Volkslied Horkstow Grange. Von Steeleye Span selbst wurde dieser Song erst 1998 aufgenommen.

## Bandgeschichte
Gegründet wurde Steeleye Span 1969 von dem Bassisten Ashley Hutchings, der sich vom Folkrock seiner alten Band Fairport Convention zu einem stärker folkloristischen Stil mit originalgetreuerer Interpretation altenglischer Volkslieder entwickeln wollte.
Anfang November 1969 traf er sich im Pub „Prince of Wales“ in Highgate mit Johnny Moynihan, Gay Woods (geborene Gabriel Corcoran), Terry Woods und Andy Irvine, um aus der in Auflösung begriffenen irischen Folkband  Sweeney’s Men geeignete Mitglieder für eine neue Gruppe zu gewinnen. Wegen seiner Abneigung gegen Terry Woods sprang Moynihan bereits am nächsten Tag ab. Irvine folgte, da er eine Solokarriere anstrebte. Als Ersatz wandte sich Hutchings zunächst an Bob und Carol Pegg, dann an Robin und Barry Dransfield. Schließlich gewann er das Folklore-Duo Maddy Prior und Tim Hart für sein Projekt.
Die Erstbesetzung von Steeleye Span bestand somit aus Tim Hart (Gesang, Gitarre, Perkussion, Dulcimer, Geige, Banjo, Harmonium), Ashley Hutchings (E-Bass), Maddy Prior (Gesang, Banjo) und dem Ehepaar und Folkduo Gay Woods (Gesang, Konzertina, Autoharp, Bodhrán) und Terry Woods (Gesang, Gitarre, Konzertina, Mandola, Banjo, Mandoline). Letztgenannte wurden 1970, nachdem sie im April 1970 zu Dr. Strangely Strange wechselten, durch Peter Knight (Geige) und Martin Carthy (Gitarre, Gesang) ersetzt.
Der kommerzielle Durchbruch gelang Steeleye Span erst 1971, als die Band stärker zu elektrisch verstärkten Instrumenten überging und die für sie charakteristische Mischung aus alten Volksliedern und Rock entwickelte. Diese Tendenz wurde verstärkt, als 1974 der Schlagzeuger Nigel Pegrum zur Band stieß, was in die von Ian Anderson produzierte LP Now We are Six mündete. Die Sängerin Maddy Prior veröffentlichte ab 1977 eine Reihe von Soloalben und spielte mehrere Alben mit der Folksängerin June Tabor sowie der Carnival Band ein. 
Nach der Aufnahme des dritten Albums Ten Man Mop, or Mr. Reservoir Butler Rides Again (veröffentlicht im Dezember 1971) löste Rick Kemp den Bandgründer Ashley Hutchings ab, und Bob Johnson ersetzte Martin Carthy. Bis 1976 blieb die Gruppe in der Besetzung Prior, Hart, Knight, Johnson, Kemp und Pegrum zusammen. Dann kam Carthy für Johnson zurück und John Kirkpatrick ersetzte Peter Knight.
In den 1970er Jahren gehörte Steeleye Span zu den bekanntesten englischen Folkrock-Gruppen. Die Gruppe spielte fast ausschließlich traditionelle Lieder, die sie neu arrangiert hatte. Mike Batt als Musikproduzent lenkte die Musik stärker in Richtung Pop. In dieser Zeit gelang es Steeleye Span, neben ihren Alben auch zwei Songs in den britischen Charts zu platzieren. Auf dem von Mike Batt produzierten Album All Around My Hat fand sich mit dem Titelsong der größte Hit der Gruppe, und auch die Single-Auskopplung Gaudete – ein Weihnachtslied aus dem 16. Jahrhundert in lateinischer Sprache vom 1972er-Album Below the Salt – kam in die Charts. Daneben trugen Titel wie Cam Ye O’er Frae France, Allison Gross und Lovely on the Water dazu bei, dass Steeleye-Span-Konzerte vor allem in England und den Niederlanden noch um das Jahr 2000 gut besucht waren. 
Mit dem Abebben des Folkrock-Booms verlor die Gruppe an Bedeutung und löste sich 1978 vorübergehend auf. Sie fand jedoch 1980 in der Besetzung von 1974 wieder zusammen. Auch wenn große internationale Erfolge in den 1990er Jahren nicht zu verzeichnen waren: Steeleye Span produzierte wieder Alben und gab Konzerte, darunter 1995 ein achtstündiges Benefizkonzert im Londoner Forum, bei dem fast alle ehemaligen Bandmitglieder zusammenspielten.
1994 stieß Gay Woods wieder zu Steeleye Span und spielte mit der Band drei Studioalben und ein Live-Album ein. Auf Time ist sie noch gemeinsam mit Maddy Prior zu hören, auf Horkstow Grange und Bedlam Born war sie die alleinige Sängerin. Im Jahr 2000 verließ Woods die Band erneut und wurde 2002 durch Prior ersetzt.

## Bedeutung
Steeleye Span prägte mit der Verbindung von traditionellen Liedern mit modernen Sounds den englischen Folkrock maßgeblich mit und kann zusammen mit Bands wie Fairport Convention und Pentangle als eine der wichtigsten Gruppen in diesem Genre gelten. Zahlreiche spätere Folkrock-Musiker sind von ihnen beeinflusst, unter anderem die Fleet Foxes.

## Mitglieder

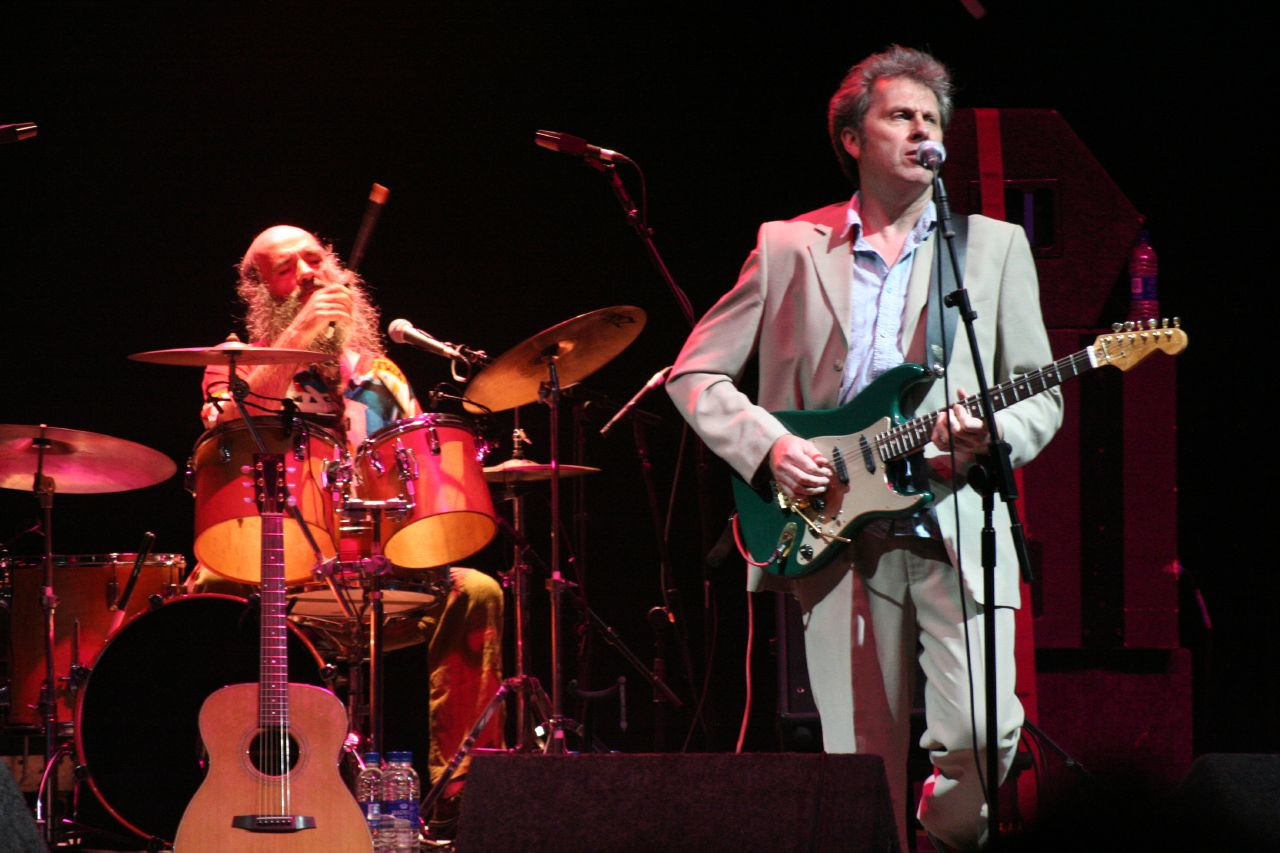
Liam Genockey und Ken Nicol 2006

- Ashley Hutchings – E-Bass, Gesang (* 26. Januar 1945)
- Maddy Prior – Gesang (* 14. August 1947)
- Tim Hart – Gitarre, Gesang (* 9. Januar 1948, † 24. Dezember 2009)
- Peter Knight – Geige (* 27. Mai 1947)
- Nigel Pegrum – Schlagzeug (* 22. Januar 1949)
- Rick Kemp – E-Bass (* 24. November 1941)
- Bob Johnson – Gitarre, Gesang (* 17. März 1944,  † 15. Dezember 2023)
- John Kirkpatrick – Akkordeon (* 8. August 1947)
- Martin Carthy – Gitarre, Gesang (* 21. Mai 1941)
- Gay Woods – Gesang
- Terry Woods – Mandoline
- Gerry Conway – Schlagzeug
- Ken Nicol – Gitarre, Gesang
- Liam Genockey – Schlagzeug
- Pete Zorn – Gitarre, E-Bass, Saxophon, Flöte (* 29. Mai 1950, † 19. April 2016)
- Julian Littman – Gitarre
- Jessie May Smart – Geige

## Diskografie (Auswahl)
- Hark! The Village Wait (1970)
- Please to See the King (1971)
- Ten Man Mop, or Mr. Reservoir Butler Rides Again (1971)
- Below the Salt (1972)
- Parcel of Rogues (1973)
- Now We Are Six (1974)
- Commoner's Crown (1975)
- All Around My Hat (1975)
- Rocket Cottage (1976)
- Storm Force Ten (1977)
- Time Span (1977)
- Original Masters (1977)
- Live at Last (1978)
- Sails of Silver (1980)
- Back in Line (1986)
- Tempted and Tried (1989)
- Tonight’s the Night – LIVE (1992)
- Time (1996)
- The Journey – Recorded live at the Forum London (1996)
- Horkstow Grange (1998)
- Bedlam Born (2000)
- The Very Best of Steeleye Span – Present (2002)
- They Called her Babylon (2004)
- Winter (2004)
- In Concert (2006)
- Bloody Men (2006)
- Live at a Distance (2CD+DVD, 2009)
- Cogs, Wheels and Lovers (2009)
- Wintersmith (2013) -- in Zusammenarbeit mit Terry Pratchett
- Dodgy Bastards (2016)